# Afzelia xylocarpa
Afzelia xylocarpa es una especie de árbol perteneciente a la familia de las fabáceas. Es originaria del Sudeste de Asia. Se encuentra en Tailandia, Vietnam, Camboya, Laos y Birmania en bosques caducifolios. Esta especie ha sido catalogada en la Lista Roja de Especies Amenazadas de la UICN como En peligro de extinción debido a la gran explotación a la que es sometido por su madera, muy apreciada en carpintería, y a la pérdida de hábitat.

## Descripción
Puede alcanzar los 30 metros de altura con un tronco que supera los 2 m de diámetro en un espécimen maduro.

## Usos
Las semillas se recogen con fines medicinales. La pulpa de las semillas puede ser utilizada para hacer cigarrillos, y la corteza y las semillas se utilizan para la medicina herbal. Su madera es de color caoba rojiza, resistente a la intemperie y fácil de trabajar por lo que se utiliza para la fabricación de mobiliario doméstico, objetos ornamentales, torneado de madera, plumas, mangos de cuchillos, tallas e instrumentos musicales.

## Taxonomía
Esta planta fue descrita por primera vez en 1877 por Wilhelm Sulpiz Kurz como Pahudia xylocarpa en Forest Flora of British Burma 1:413 y posteriormente transferida de género como Afzelia xylocarpa por William Grant Craib en Bulletin of Miscellaneous Information Kew 1912(6):267 en 1912.
Sinonimia
- Afzelia siamica Craib
- Afzelia cochinchinensis (Pierre) J.Léonard
- Pahudia cochinchinensis Pierre
- Pahudia xylocarpa Kurz (basónimo)[5]